# Fontaine-Heudebourg
Fontaine-Heudebourg foi uma antiga comuna francesa na região administrativa da Normandia, no departamento de Eure. Estendia-se por uma área de 4,05 km². Em 2010 a comuna tinha 714 habitantes (densidade: 176,3 hab./km²).
Em 1 de janeiro de 2016, passou a formar parte da nova comuna de Clef-Vallée-d'Eure.